# Čokot
Čokot (cyr. Чокот) – wieś w Serbii, w okręgu niszawskim, w mieście Nisz. W 2011 roku liczyła 1412 mieszkańców.